# Parsifal (película)
Parsifal es una película española de 1951, del género drama, dirigida por Daniel Mangrané y Carlos Serrano de Osma, quienes también fueron coguionistas. Está protagonizada por Gustavo Rojo.

## Sinopsis
Unos soldados que deambulan por unas ruinas, supervivientes de la Tercera Guerra Mundial, entran en los restos de un monasterio y comienzan a leer un libro sagrado, la leyenda del enfrentamiento entre Klingsor y Roderico.

## Reparto
- Gustavo Rojo: Parsifal
- Ludmilla Tchérina: Kundry, madre de Parsifal
- Félix de Pomés: Klingsor
- Jesús Varela: El enano
- Ángel Jordán: Roderico
- José Luis Hernández: Joven Parsifal
- Teresa Planell: Mujer mayor
- Alfonso Estela: Anfortas
- Carlo Tamberlani: Gurnemancio
- José Tuset: Primer soldado
- Victoriano González: Segundo soldado
- José Manuel Pinilla: Jefe de la horda
- Lupe de Molina: La cautiva
- José Bruguera: Titurell
- José Sayans: Gawan
- Carmen de Lirio: La soberbia
- Carmen Zaro: La avarícia
- Josefina Ramos: La Lujuria
- Nuria Alonso: La ira
- Toni Doménech: La gula
- Elena Montevar: La envidia
- Rosa Manero: La pereza
- Ricardo Fusté: Noble anciana

## Premios y nominaciones
7.ª edición de las Medallas del Círculo de Escritores Cinematográficos
| Categoría         | Nominación       | Resultado |
| ----------------- | ---------------- | --------- |
| Mejor fotografía  | Cecilio Paniagua | Ganador   |
| Mejores decorados | José Caballero   | Ganador   |
| Premio especial   | Parsifal         | Ganadora  |